# Yina Liu
Yina Liu (* 31. Juli 1997 in Moers) ist eine deutsche Volleyballspielerin.

## Karriere
Liu ist die Tochter des chinesischen Volleyballspielers und -trainers Liu Changcheng und der ehemaligen Bundesligaspielerin Dai Ming. Sie begann ihre eigene Karriere beim Moerser SC. 2012 wurde sie westdeutsche Meisterin der U16. In der Saison 2015/16 spielte sie beim VC Essen-Borbeck. Von dort wechselte sie zum Zweitligisten Skurios Volleys Borken. Mit Borken wurde sie 2019 und 2022 Meisterin der Zweiten Liga Nord. 2022 wurde die Zuspielerin vom Erstligisten VfB 91 Suhl verpflichtet. Suhl kam im DVV-Pokal 2022/23 und den Bundesliga-Playoffs jeweils ins Viertelfinale. Anschließend ging Liu zu NawaRo Straubing in die 2. Volleyball-Bundesliga Pro. 2024 kehrte sie nach Suhl zurück. Für die Saison 2025/26 wechselt Liu in die Volleyball-Bundesliga zum USC Münster.